# Aleksandr Siomine
Pour les articles homonymes, voir Siomine.
Aleksandr Valerievitch Siomine - en russe : Александр Валерьевич Сёмин et en anglais : Alexander Semin (né le 3 mars 1984 à Krasnoïarsk en République socialiste fédérative soviétique de Russie) est un joueur professionnel russe de hockey sur glace.

## Carrière de joueur
Ce joueur est formé au Sokol Krasnoïarsk où son père Valeri a également joué. Il commence sa carrière avec le Traktor Tcheliabinsk avant de rejoindre le Lada Togliatti en Superliga.
Il fut repêché par les Capitals de Washington 13e au total du repêchage d'entrée dans la LNH 2002; il choisit de rester en Russie pour la saison subséquente, avec le Lada Togliatti. Il fit ses débuts dans la LNH en 2003-2004 et montra de très belles aptitudes. Il marqua 10 fois et ajouta 12 aides pendant son séjour dans la LNH cette saison-là. Il rata cependant le vol pour Pittsburgh, où les Capitals devaient finir leur saison contre les Penguins. Ce fut le début de ses problèmes avec les Capitals.
Il joua avec le Lada Togliatti pendant la saison 2004-05, marquant 19 buts et fournissant 11 aides, avec un différentiel de +15. Il commença la saison 2005-06 avec ces mêmes Lada, mais des problèmes financiers avec l'équipe conduisirent à un transfert qui l'envoya avec le Khimik Mytichtchi.
Après avoir vu son contrat racheté par les Hurricanes de la Caroline à l'été 2015, Siomine signe, le 24 juillet 2015, un contrat d'une saison avec les Canadiens de Montréal d'une valeur de 1,1 million de dollars mais il est laissé libre le 9 décembre 2015.

## La controverse
Les Capitals entamèrent le camp d'entraînement pour la campagne 2005-06 privés de Siomine et de Peter Sýkora. Ce dernier arriva vers la fin du camp ; Siomine, quant à lui, était toujours en Russie au début de la saison, s'occupant de la « paperasse » de l'Armée Russe. La saison 2005-2006 est la seconde du contrat liant les Capitals àSiomine ; c'est aussi la seconde que ce dernier passe en Russie.
D'un point de vue financier, Siomine gagnait l'équivalent de deux millions de dollars, non imposable, avec une voiture et un condominium gratuit, pour jouer avec le Lada pour la saison 2005-2006, paie qui contrastait avec les 950 000$ de son contrat avec les Capitals. Mais cela posa de nombreux problèmes au Lada Togliatti tôt dans la saison, lorsque l'équipe rencontra soudainement des difficultés financières et se virent forcés de laisser aller quelques membres du club pour couper dans les dépenses. Ils avaient déjà annoncé qu'ils couperaient leur masse salariale de 50 % ; Siomine était le joueur le mieux payé du club.
Cette nouvelle amena une lueur d'espoir aux Capitals - il pourrait peut-être se joindre à eux pour la saison, finalement - cependant, un bureaucrate des Capitals déclara que l'équipe n'était pas certaine de vouloir que Siomine ne se joigne à eux dans quelque circonstances que ce soit, parce qu'il avait choisi de jouer pour Togliatti plutôt que pour eux.
Le 26 octobre 2005, le DG des Capitals, George McPhee, annonça qu'ils avaient formulé une plainte contre Siomine et son agent, Mark Gandler. Cette requête d'injonction préliminaire fut rejetée par le juge Henry H. Kennedy Jr. Siomine joua avec le Khimik Mytichtchi jusqu'à la fin de la saison, puis s'entendit le 11 avril 2006 sur les modalités d'une entente de deux ans avec les Capitals débutant en 2006-2007, marquant la fin du conflit entre les deux parties.

## Statistiques

### En club
| Saison     | Équipe                    | Ligue         |     | Saison régulière | Saison régulière | Saison régulière | Saison régulière | Saison régulière |    | Séries éliminatoires | Séries éliminatoires | Séries éliminatoires | Séries éliminatoires | Séries éliminatoires |
| Saison     | Équipe                    | Ligue         | PJ  | B                | A                | Pts              | Pun              | PJ               | B  | A                    | Pts                  | Pun                  |                      |                      |
| 2001-2002  | Traktor Tcheliabinsk      | Vyschaïa Liga | 46  | 13               | 8                | 21               | 52               | -                | -  | -                    | -                    | -                    |                      |                      |
| 2002-2003  | Lada Togliatti            | Superliga     | 47  | 10               | 7                | 17               | 36               | 10               | 5  | 3                    | 8                    | 10                   |                      |                      |
| 2003-2004  | Capitals de Washington    | LNH           | 52  | 10               | 12               | 22               | 36               | -                | -  | -                    | -                    | -                    |                      |                      |
| 2003-2004  | Pirates de Portland       | LAH           | 4   | 3                | 1                | 4                | 6                | 7                | 4  | 7                    | 11                   | 19                   |                      |                      |
| 2004-2005  | Lada Togliatti            | Superliga     | 50  | 19               | 11               | 30               | 54               | 10               | 1  | 1                    | 2                    | 0                    |                      |                      |
| 2005-2006  | Lada Togliatti            | Superliga     | 16  | 5                | 4                | 9                | 52               | -                | -  | -                    | -                    | -                    |                      |                      |
| 2005-2006  | Khimik Moskovskaïa Oblast | Superliga     | 26  | 3                | 7                | 10               | 26               | 8                | 3  | 2                    | 5                    | 6                    |                      |                      |
| 2006-2007  | Capitals de Washington    | LNH           | 77  | 38               | 35               | 73               | 90               | -                | -  | -                    | -                    | -                    |                      |                      |
| 2007-2008  | Capitals de Washington    | LNH           | 63  | 26               | 16               | 42               | 54               | 7                | 3  | 5                    | 8                    | 8                    |                      |                      |
| 2008-2009  | Capitals de Washington    | LNH           | 62  | 34               | 45               | 79               | 77               | 14               | 5  | 9                    | 14                   | 16                   |                      |                      |
| 2009-2010  | Capitals de Washington    | LNH           | 73  | 40               | 44               | 84               | 66               | 7                | 0  | 2                    | 2                    | 4                    |                      |                      |
| 2010-2011  | Capitals de Washington    | LNH           | 65  | 28               | 26               | 54               | 71               | 9                | 4  | 2                    | 6                    | 8                    |                      |                      |
| 2011-2012  | Capitals de Washington    | LNH           | 77  | 21               | 33               | 54               | 56               | 14               | 3  | 1                    | 4                    | 10                   |                      |                      |
| 2012-2013  | Sokol Krasnoïarsk         | VHL           | 4   | 2                | 2                | 4                | 8                | -                | -  | -                    | -                    | -                    |                      |                      |
| 2012-2013  | Torpedo Nijni Novgorod    | KHL           | 20  | 7                | 9                | 16               | 10               | -                | -  | -                    | -                    | -                    |                      |                      |
| 2012-2013  | Hurricanes de la Caroline | LNH           | 44  | 13               | 31               | 44               | 46               | -                | -  | -                    | -                    | -                    |                      |                      |
| 2013-2014  | Hurricanes de la Caroline | LNH           | 65  | 22               | 20               | 42               | 42               | -                | -  | -                    | -                    | -                    |                      |                      |
| 2014-2015  | Hurricanes de la Caroline | LNH           | 57  | 6                | 13               | 19               | 32               | -                | -  | -                    | -                    | -                    |                      |                      |
| 2015-2016  | Canadiens de Montréal     | LNH           | 15  | 1                | 3                | 4                | 12               | -                | -  | -                    | -                    | -                    |                      |                      |
| 2015-2016  | Metallourg Magnitogorsk   | KHL           | 20  | 5                | 9                | 14               | 43               | 23               | 7  | 8                    | 15                   | 20                   |                      |                      |
| 2016-2017  | Metallourg Magnitogorsk   | KHL           | 58  | 16               | 14               | 30               | 38               | 18               | 0  | 2                    | 2                    | 20                   |                      |                      |
| 2017-2018  | Sokol Krasnoïarsk         | VHL           | 31  | 8                | 20               | 28               | 30               | 8                | 5  | 3                    | 8                    | 36                   |                      |                      |
| 2018-2019  | HK Vitiaz                 | KHL           | 38  | 8                | 20               | 28               | 30               | 8                | 5  | 3                    | 8                    | 36                   |                      |                      |
| 2018-2019  | HK Vitiaz                 | KHL           | 54  | 19               | 22               | 41               | 43               | 4                | 0  | 1                    | 1                    | 4                    |                      |                      |
| 2019-2020  | HK Vitiaz                 | KHL           | 50  | 18               | 20               | 38               | 69               | -                | -  | -                    | -                    | -                    |                      |                      |
| 2020-2021  | HK Vitiaz                 | KHL           | 40  | 8                | 11               | 19               | 38               | -                | -  | -                    | -                    | -                    |                      |                      |
| Totaux LNH | Totaux LNH                | Totaux LNH    | 650 | 239              | 278              | 517              | 572              | 51               | 15 | 19                   | 34                   | 46                   |                      |                      |

### En équipe nationale
| Année | Évènement                    |   | PJ | B | A  | Pts | Pun | +/-                |  | Résultat |
| 2002  | Championnat du monde -18 ans | 8 | 8  | 7 | 15 | 16  | +13 | Médaille d'argent  |  |          |
| 2003  | Championnat du monde         | 6 | 0  | 0 | 0  | 0   | 0   | Septième place     |  |          |
| 2004  | Championnat du monde junior  | 6 | 2  | 2 | 4  | 10  | -1  | Cinquième place    |  |          |
| 2005  | Championnat du monde         | 6 | 3  | 0 | 3  | 8   | +3  | Médaille de bronze |  |          |
| 2006  | Championnat du monde         | 7 | 3  | 3 | 6  | 8   | +4  | Cinquième place    |  |          |
| 2008  | Championnat du monde         | 9 | 6  | 7 | 13 | 8   | +11 | Médaille d'or      |  |          |
| 2010  | Jeux olympiques d'hiver      | 4 | 0  | 2 | 2  | 4   | 0   | Sixième place      |  |          |
| 2010  | Championnat du monde         | 8 | 1  | 4 | 5  | 12  | +1  | Médaille d'argent  |  |          |
| 2012  | Championnat du monde         | 3 | 2  | 3 | 5  | 0   | +4  | Médaille d'or      |  |          |
| 2014  | Jeux olympiques d'hiver      | 5 | 0  | 1 | 1  | 0   | +2  | Cinquième place    |  |          |